# ATAPI
ATAPI (ATA Packet Interface)는 병렬 ATA (IDE) 및 시리얼 ATA 표준과 함께 사용되는 프로토콜로, ATA 명령어 세트만으로는 컴퓨터에 연결할 수 없었던 다양한 장치를 연결할 수 있게 한다. ATA 인터페이스를 통해 SCSI 명령어와 응답을 전달한다.
ATAPI 장치에는 CD-ROM 및 DVD-ROM 드라이브, 테이프 드라이브, 광 자기 디스크 드라이브, 콤팩트플래시 드라이브, 그리고 집 드라이브 및 슈퍼디스크 드라이브와 같은 대용량 플로피 드라이브가 포함된다.

## 역사
ATA는 원래 하드 디스크와 이를 에뮬레이트할 수 있는 장치만을 위해 설계되었고 작동했다. 소형 폼 팩터 위원회 (SFF)라는 그룹은 하드 디스크에 필요한 기능을 넘어선 다양한 다른 장치를 위해 ATAPI를 도입했다. 예를 들어, 모든 탈착식 미디어 장치에는 "미디어 배출" 명령이 필요하며, 호스트가 미디어의 존재 여부를 확인할 수 있는 방법이 필요한데, 이는 ATA 프로토콜에는 제공되지 않았다.
소형 폼 팩터 위원회는 ATAPI를 ATA의 4세대 일부로 정의하여 이 문제에 접근했다. ATAPI는 ATA를 통해 SCSI 명령어를 전달하므로 ATAPI 장치는 전기적 인터페이스 외에는 "SCSI 언어를 사용한다". 사실, 일부 초기 ATAPI 장치는 ATA/ATAPI-SCSI 프로토콜 변환기가 추가된 단순한 SCSI 장치였다. SCSI 명령어와 응답은 ATA 케이블을 통해 전송하기 위해 "패킷" (그래서 "ATA 패킷 인터페이스")에 포함된다. 이것은 SCSI 명령어 세트가 정의된 모든 장치 클래스와 ATA를 연결한다. ATAPI 장치는 패킷 전송에 ATA 물리적 인터페이스와 프로토콜이 여전히 사용되기 때문에 "ATA 언어도 사용한다".
ATA 인터페이스를 위한 다이렉트 메모리 접근 기능은 ATAPI와 함께 도입되었다.

## 사양
각 ATAPI 장치 클래스(CD-ROM, 테이프 등)에서 사용되는 SCSI 명령어와 응답은 해당 장치 클래스에 특정한 다른 문서나 사양에 설명되어 있으며 ATA/ATAPI 또는 T13 위원회의 범위에 속하지 않는다. 일반적으로 사용되는 한 가지 세트는 MMC SCSI 명령어 세트에 정의되어 있다.
ATAPI는 패킷 인터페이스 확장 기능이 포함된 ATA/ATAPI-4인 INCITS 317-1998에서 ATA의 일부로 채택되었다.